# シエラケラトプス
シエラケラトプス (Sierraceratops) は、アメリカ合衆国ニューメキシコ州の後期白亜系のホールレイク累層から発見されたケラトプス科の角竜類の属である。本属には、頭骨の一部を含む部分的な骨格から知られるシエラケラトプス・トゥルネリ(ターナリ)一種のみが含まれている。

## 記載
属名は化石が発見されたシエラ郡に、種小名は発掘地がテッド・ターナーが所有する牧場であったことに由来する。
カスモサウルス亜科としては例外的に、上眼窩角が比較的短く、頬骨突起が頑丈な造りである。

## 分類
Dalmanらはシエラケラトプスをブラヴォケラトプスおよびコアフイラケラトプスの姉妹群に位置づけ、これらでアメリカ南西部およびメキシコの固有クレードを形成しているとした。この事は白亜紀後期においてララミディア大陸南部に固有性の高い生態系が存在していたことを示唆している。